# Royal Courts of Justice
Royal Courts of Justice (også kaldt Law Courts) er en bygning i London, som huser Appeldomstolen for England og Wales (Court of Appeal of England and Wales) og Landsretten for England og Wales (High Court of Justice of England and Wales). Bygningen ligger på Strand i London. Den har en imponerende kuppel og blev færdiggjort i 1881.